# Seznam antičnih plemen v Iliriji
Seznam antičnih plemen v Iliriji (starogrško starogrško Ἰλλυρία: Ἰlliría) vsebuje plemena, ki so prebivala na ozemlju antične Ilirije. 
Ime Iliri se je verjetno nanašalo na eno samo ilirsko pleme, ki je prvo prišlo v stik z antičnimi Grki. Ime se je kasneje uporabljalo za vse plemena, ki so imela podoben jezik in običaje. Ozemlja ilirskih plemen/ljudstev pred rimsko zasedbo Ilirije so približna, saj so tako antični kot sodobni avtorji kakšnemu plemenu pripisali tudi več ozemelj. Takšni so bili na primer Enhelejci.
Po veliki ilirski vstaji so Rimljani pregnali, razselili ali preselili številna ilirska plemena iz Ilirije in v Dakijo, tako da so nekatera plemena izginila, na njihovem ozemlju pa so se pojavila nova. Takšni so bili na primer Deremisti in Dokleati. Nekatera plemena so se pomešala s keltskimi plemeni. Mnogo imen je poznanih samo iz seznamov rimskih civitas in številu njihovih dekurij.

## Plemena

### Ilirska

#### Albani
Albani (grško:  starogrško Ἀλβανοί  [Ἀlbanoí]), ilirsko pleme, ki ga je prvi omenjal Ptolemaj in ga umeščal v sedanjo severno osrednjo Albanijo.

#### Ardijejci
Ardijejci ali Uardajejci (grško: starogrško Ἀρδιαῖοι [Ἀrdiaioi] ali starogrško Οὐαρδαῖοι [Uardaioi]), latinsko: Vardiei), ilirsko pleme, ki je živelo v jadranskem zaledju ob Neretvi najmanj do Konjica in se je zatem preselilo na jadransko obalo. Polibij (203 pr. n. št. – 120 pr. n. št.) piše, da so jih po prvi ilirski vojni leta 229 pr. n. št. podjarmili Rimljani. Apijan (95 – 165) piše, da so jih uničili Avtarijati, Livij pa, da jih je podjarmil konzul Fulvij Flak.
Živeli so na ozemlju današnje Črne gore, najverjetneje okoli Risanskega zaliva, čeprav jih Strabon umešča na desno obalo Neretve do Konjica v sedanji Bosni in Hercegovini.

#### Avtarijati
Avtarijati (grško: starogrško Αὐταριάται [Autariátai]), ilirsko pleme, ki je bilo zelo vplivno od 6. - 4. stoletja pr. n. št., potem pa se je keltiziralo.

#### Batijati
Batijati so bili ilirsko pleme.

#### Bilijoni
Bilijoni (grško: starogrško Βυλλίονες  [Billíones]), delno helenizirano ilirsko pleme, ki je živelo v zaledju  Apolonije v sedanji Albaniji.

#### Daorsi
Daorsi, Duersi, Daorseji, včasih tudi Daversi, (grško: starogrško Δαόριζοι [Daóriksoi] ali starogrško Δαούρσιοι [Daursioi]), ilirsko pleme iz sedanje južne Hercegovine. Zaradi stalnih napadov Dalmatov so se povezali z Isso in iskali pomoč Rimske republike. Zapustili so Gencijevega polbrata Karavancija in se s svojim močnim ladjevjem bojevali na rimski strani. Po ilirskih vojnah so zato dobili posebne pravice. Njihovo najpomembnejše mesto je bil Daorson pri Stolcu v južni Hercegovini. Imeli so 17 dekurij.

#### Dasareti
Dasareti (grško: starogrško Δασσαρῆται [Dassaretai]), ilirsko pleme, naseljeno med Dardanci in Ardijejci. Apijan v svojih Ilirskih vojnah (9. knjiga Zgodovine Rima) piše, da je imel Ilirij, ki je bil po grškem izročilu praoče vseh Ilirov, hčerko Dasaro, iz katere izvirajo Dasareti.

#### Deretini
Deretini ali Deriopi (grško: starogrško Δερρίοπες [Derríopes]), ilirsko pleme iz Narone, ki je imelo 14 dekurij.

#### Devri
Devri (grško: starogrško Δερβανοί [Derbanoi]), ilirsko pleme, ki je bilo naseljeno v okolici Bugojna v zgornji dolini Vrbasa v sedanji Bosni in Hercegovini. Njihovi drugi možni imeni sta Derioji in Derbanoji. Imeli so 25 dekurij.

#### Diesti
Diesti (grško: starogrško Δυέσται [Diéstai]), ilirsko pleme, naseljeno okoli rudnikov srebra v Damastionu. Dieste bežno omenja samo Strabon.

#### Enhelejci
Enhelejci ali Sesareti (grško: starogrško Ἐγχελεῖς [Enheleis], starogrško Σεσαρηθίους [Sessarethios]), ilirsko pleme. Njihovo ime v grškem jeziku pomeni »ljudje jegulje«. V grški mitologiji sta jim vladala Kadem in Harmonija. Enhelejci so bili naseljeni na več možnih lokacijah: okoli Ohridskega jezera, severno od njega, južno od Tavlantov v pokrajini Linkestis na južni meji Ilirije in celo v Rizonu v Kotorskem zalivu.

#### Helidoni
Helidoni (grško: starogrško Χελιδόνες [Helidónes]), ilirsko pleme, J. J. Wilkes (1992), katerega ime v grščini pomeni »polžarji«. 

#### Kavi
Kavi (latinsko: Cavi), ilirsko pleme, ki je živelo v okolici Skadarskega jezera. Njihovo glavno naselje je bila Epikarija. Antični pisci jih omenjajo bolj redko.

#### Kinambri
Kinambri (grško: starogrško Κινάμβροι [Kinámbroi]), ilirsko pleme, ki se je leta 33 pr. n. št. vdalo Oktavijanu.

#### Melkumani
Melkumani ali Meromeni (grško: starogrško Μελκομένιοι [Melkoménioi]), ilirsko pleme. Imeli so 24 dekurij.

#### Narensi
Narensi (grško: starogrško Ναρήνσιοι [Narénsioi]) ali Naresi (grško: Ναρήσιοι [Narésioi]), ime novega ilirskega plemena, ki je nastalo iz različnih ljudstev ob reki Naroni. Imeli so 102 dekurije.

#### Penesti
Penesti (grško: starogrško Πενέσται [Penéstai]), ilirsko pleme. Njihovo glavno mesto je bila Uskana. 

#### Sardeati
Sardeati ali Sardioti (latinsko: Sardeates), ilirsko pleme, naseljeno v okolici Jajca.  Sardeati so se kasneje preselili v Dakijo. Imeli so 52 dekurij.

#### Selepitani
Selepitani (latinsko: Selepitani), ilirsko pleme, ki je bilo naseljeno južno od Skadarskega jezera.

### Dalmatska
Dalmati, tudi Delmati, antično ilirsko pleme, ki se je kasneje keltiziralo. Imeli so 342 dekurij.

#### Baridusti
Baridusti, ilirsko dalmatsko pleme, ki se je kasneje skupaj s Pirusti in Sardeati preselilo v Dakijo.

### Dokleatska
Dokleati (grško: starogrško Δοκλεάται [Dokleátai]), ilirsko pleme, ki je prebivalo na ozemlju sedanje Črne gore. Njihovo glavno mesto je bila  Doclea ali Dioclea, po kateri so dobili ime. Naseljevali so ozemlje zahodno od reke Morače do sedanje črnogorske meje s Hercegovino. Sloveli so po svojem siru, katerega so izvažali v več provinc Rimskega cesarstva. Med Dokleate so spadali tudi deli Tavlantov, med njimi Plereji (ali Pireji), Endirudini, Sasi, Grabi in Labeati, ki so se jim pridružili po veliki ilirski vstaji. Dokleati so imeli  33 dekurij. 

#### Plereji
Plereji ali Pireji (grško: starogrško Παλάριοι [Palárioi]), dalmatsko ilirsko pleme.

#### Endirudini
Endirudini ali Enderini Interfrurinoi (grško: starogrško Ιντερφρουρῖνοι [Interfrourinoi]), ilirsko pleme, ki je postalo del Dokleatov. Prebivali so zahodno od Skadarskega jezera v Enderonu pri Nikšiču.

#### Saseji
Saseji, ilirsko pleme, ki je postalo del Dokleatov.

#### Grabi
Grabi ali Kambaji (grško: starogrško Καμβαῖοι [Kambaioi]), manjša skupina Ilirov, ki so živeli ob južni jadranski obali pri Skadarskem jezeru.

#### Labeati
Labeati (grško: starogrško Λαβεάται [Labeátai]), ilirsko pleme, ki je po porazu Ilirov z makedonskim generalom Parmeniom leta 356 pr. n. št. prebivalo v okolici Skadra.

### Deremistska
Deremisti ali Deremesti (latinsko: Deraemistae), ilirsko pleme s Popovega polja v južni Hercegovini, ki je bilo morda vključeno v nov municipij Diluntum (Ljubinje). Deremiste je sestavljalo več plemen, med njimi Ozueji, Tavlanti, Parteni, Hemasini, Artiti in Armisti. Imeli so 30 dekurij. 

#### Ozueji
Ozueji ali Oksueji (grško: starogrško Ὀξυαῖοι [Oksuaioi]), eno od plemen, ki so sestavljala Deremiste.

#### Hemasini
Hepasini ali Hipasinoji (grško: starogrško Ἱππασῖνοι [Hippasinoi]), eno od plemen, ki so sestavljala Deremiste.

#### Artiti
Artiti, eno od plemen, ki so sestavljala Deremiste.

#### Armisti
Armisti, eno od plemen, ki so sestavljala Deremiste.

### Tavlantska
Tavlanti (grško: starogrško Ταυλάντιοι [Taulántioi]), skupina ilirskih plemen. V grški mitologiji je bil njihov praoče Taúlas, eden od Ilirijevih šestih sinov. Prebivali so ob jadranski obali v okolici Epidamna, sedanjega Drača.  Pleme je igralo pomembno vlogo v ilirski zgodovini v 4. - 3. stoletju pr. n. št., ko jim je vladal kralj Glavkij (335 pr. n. št. – 302 pr. n. št.). Tavlanti so že v zgodnjem obdobju helenizacije postali dvojezični. Podobno kot Abri so bili tudi Tavlanti poznani po varjenju medice.

#### Abri
Abri (grško: starogrško Ἄβροι [Ἄbroi]), ilirsko pleme. Med Grki so bili poznani po varjenju medice. Spadali so k Tavlantom in so se helenizirali.

#### Partini
Partini, Parteni ali Perteneti (grško: starogrško Παρθῖνοι [Parthinoi] ali starogrško Παρθηνοί [Parthenoí]), ilirsko pleme, del Tavlantov, ki je bilo verjetno naseljeno v gorati severni okolici Epidamna, sedanjega Drača v Albaniji. Po smrti makedonskega kralja Filipa V. so bili verjetno priključeni k Plevratovemu gospostvu, ki je bil rimski zaveznik.   Njihovo glavno mesto je bil Partus, katerega je na vojnem pohodu skupaj s Pompejem zasedel Julij Cezar. Na njihovem ozemlju je bilo tudi najbolj utrjeno ilirsko mesto Dimale. Mesto je imelo na dveh vzpetinah dve citadeli, povezani z obzidjem.  Natančna lega mesta ni znana, verjetno pa je stalo med Lissusom in Epdamnom. Livij (59 pr. n. št. – 17 n. št) omenja tudi trdnjavi Eugenium and Bargulum.  Partini so se helenizirali.

### Panonska
Panonci (latinsko: Pannonii), skupno ime za več kulturno podobnih plemen, sorodnih z Iliri, ki so prebivala na ozemlju južno od reke Drave, južnem delu kasnejše rimske province Panonije, in delu kasnejše rimske province Dalmacije. Panonska plemena so se verjetno keltizirala, nekaj plemen pa se je kasneje preselilo v Dakijo.
V 2. stoletju pr. n. št. so se v okolici Segestice, sedanjega Siska na Hrvaškem, naselili ilirski Segestani, kjer sta jih brez trajnega uspeha napadala konzul Lucij Avrelij Kota in nek Kornelij. Leta 35 pr. n. št. je Segestane napadel Gaj Avgust Oktavijan in osvojil Segestico. Druga panonska plemena so ostala nepokorjena vse do konca velike ilirske vstaje leta 9. Njihovo ozemlje je bilo vključeno v novoustanovljeno provinco Ilirik, v kateri je vladal bodoči cesar Tiberij. 
Leta 6 so se Panonci skupaj z Dalmati in drugimi ilirskimi plemeni uprli. Po treh letih ostrih bojev sta jih Tiberij in Germanij premagala. Veliko ilirsko vstajo so vodili Baton iz plemena Brevkov, Pinej Panonski   in Baton iz dalmatskega plemena Dezitijatov. Po zatrtju vstaje leta 9 je bila provinca Ilirik razpuščena. Njeno ozemlje je bilo razdeljeno na provinci Panonijo na severu in Dalmacijo na jugu. Natančen datum delitve ni poznan, najverjetneje pa se je zgodila po letu 20 in vsekakor pred letom 50 našega štetja. 
Panonska plemena so naseljevala ozemlje med reko Dravo in dalmatinsko obalo. Arheologija zgodnjega obdobja in imena kažejo, da so se kulturno razlikovali od južnih Ilirov, Japodov in latenskih ljudstev, bolj znanih kot Kelti, čeprav so se kasneje keltizirali. Nekaj kulturnih podobnosti je bilo med Panonci in Dalmati. Mnogo Panoncev je prebivalo na področjih, bogatih z železovo rudo, zato sta bila pred rimsko zmago rudarstvo in železarstvo pomemben del njihovega gospodarstva. Panonci v predrimskem obdobju niso imeli pomembnih naselij, razen Segestice, ki je bila v resnici keltska. Antični viri (Strabon, Plinij Starejši in Apijan) omenjajo imena samo nekaj plemen.  Zgodovinarji in arheologi so uspeli locirati naslednja panonska plemena:

#### Amantini
Amantini (grško: starogrško Ἄμαντες [Amantes]), panonsko ilirsko pleme. Dolgo časa so se močno upirali Rimljanom in bili po porazu prodani v suženjstvo v Italijo. Naseljeni so bili v okolici Sirmiuma, sedanje Sremske Mitrovice v zahodni Srbiji,  verjetno pa tudi bolj južno, kar dokazuje mesto z imenom Amantia. To hkrati pomeni, da so bili najjužneje ilirsko pleme.

#### Brevki
Brevki (grško: starogrško Βρεῦκοι [Breukoi]), irirsko panonsko pleme. Tudi Brevki so se močno upirali rimskim osvajalcem in bili po porazu prodani v suženjstvo. Med vladanjem cesarja Trajana so začeli dobivati rimsko državljanstvo. Iz njihovega imena je zelo verjetno nastalo krajevno ime Brčko v severovzhodni Bosni.  Mnogo Brevkov se je preselilo v Dakijo, kjer so se zlili z domačim prebivalstvom.

#### Kolapijani
Kolapijani, ilirsko pleme,  ki je skupaj z Oserijati in keltskimi Varcijani nastalo iz panonskih Brevkov.  Naseljeni so bili v osrednji in južni Beli krajini ob reki Kolpi. Omenjata jih Plinij Starejši in Ptolemej. Arheologa Jaro Šašel in Dragan Božič Kolapijanom pripisujeta viniško materialno kulturo, čeprav so mnenja o tem deljena.

#### Dezitijati
Dezitijati (latinsko: Daesitiates), ilirsko pleme, ki je v času Rimske republike naseljevalo dele sedanje osrednje Bosne. Pomembni so bili zlasti od konca 4. stoletja pr. n. št. do začetka 3. stoletja n. št.. 

#### Pirusti
Pirusti (grško: starogrško Πειροῦσται [Pirustai] ali Πυρισσαῖοι [Pirisstaioi], ilirsko pleme, ki je naseljevalo z rudami bogat severni del sedanje Črne gore. Po nekaterih virih so živeli tudi izven omenjenega ozemlja, kar je razvidno iz napisov, ki so jih odkrili v rudarskih področjih Dakije. Bili so izkušeni rudarji, zato so od Rima dobili nekaj privilegijev. Pomembno vlogo so igrali v veliki ilirski vstaji proti Rimu leta 6-9. 

#### Skirtoni
Skirtoni ali Skirtari, panonsko ilirsko pleme, del Pirustov. Imeli so 72 dekurij.

#### Glintidioni
Glintidioni ali Glinditioni (grško: starogrško Γλιντιδίωνες [Glintidiones]), ilirsko pleme, del Pirustov. Imeli so 44 dekurij.

#### Keravni
Keravni (grško: starogrško Κεραύνιοι [Keraúnioi]), ilirsko pleme, del Pirustov, naseljeno v sedanji Črni gori. Keravni so imeli 24 dekurij.

#### Sikuloti
Sikuloti (latinsko: Siculotae), ilirsko pleme, del Pirustov. Imeli so 24 dekurij.

#### Segestani
Segestani (grško: starogrško Σεγεστανοί [Segestanoi]), panonsko ilirsko pleme.

#### Mezeji
Mezeji (grško: starogrško Μαζαῖοι [Mazaioi]), panonsko ilirsko pleme.

#### Andizeti
Andizeti (latinsko: Andizetes, grško: starogrško Ἀνδιζήτιοι [Ἀndizétioi]), manjše panonsko ilirsko pleme, ki je bilo naseljeno na ozemlju sedanje Bosne in Hercegovine. O njih je znano samo to, da so bili med plemeni, ki so se med veliko ilirsko vstajo junaško upirala Rimljanom. Z njihovim imenom je verjetno povezano osebno ime Andis ali Andes, ki je bilo zelo razširjeno med Iliri v južni Panoniji in severni Dalmaciji. Med vladanjem cesarja Trajana so začeli dobivati rimsko državljanstvo.

#### Azali
Azali (grško: starogrško Ἄζαλοι [Ἄzaloi]), ilirsko pleme. Po zatrtju velike ilirske vstaje so jih Rimljani pregnali, verjetno v Brigetio v sedanji severni Madžarski.

#### Ditioni
Ditioni (grško: starogrško Διτίωνες [Ditíones]), panonsko ilirsko pleme. Imeli so 239 dekurij.

#### Jasi
Jasi, panonsko ilirsko pleme.

#### Oserijati
Oserijati (latinsko: Oseriates), ilirsko pleme, ki je poleg keltskih Varcijanov in Kolapijanov nastalo iz panonskih Brevkov. 

### Illyrii Proprie Dicti
Illyrii Proprie Dicti, v prevodu »Pravi Iliri« ali »Iliri v ožjem smislu«, so bili, po Pliniju (23-79 n. št.), Tavlanti, Plereji (ali Pireji), Endirudini, Sasi, Grabi in Labeati. Iz njih so kasneje nastali Dokleati. Pravi Iliri so bile tudi nekatere domorodne skupnosti v rimski Dalmaciji.

### Tračansko-ilirska

#### Dardanci
Dardanci (grško: starogrško Δαρδάνιοι [Dardánoi], starogrško Δαρδανεις [Dardaneis] ali starogrško Δαρδανιαται [Dardaniatai]), skupina ilirskih plemen z močnimi tračanskimi elementi, ki so živeli na področju sedanjega Kosova, južne Srbije in severne Makedonije. Mednje so spadali tudi Galabri in Tunati.

#### Peonci
Peonci (grško: starogrško Παίονες [Paíones]), prebivalci Peonije, ki so bili bližji Tračanom kot Ilirom. Peonija je v klasičnem grškem obdobju verjetno obsegala celotno dolino Vardarja in njeno širšo okolico, se pravi večino sedanje Republike Makedonije, ozek severni pas grške regije Makedonije in majhen del jugozahodne Bolgarije.

#### Atintani
Atintani (grško: starogrško Ατιντάνι [Atintáni]), ilirsko pleme, ki je bilo naseljeno severno od Vie Egnatie. Apijan (95-165) omenja, da so živeli v okolici Epidamna v sedanji Albaniji). Med ilirskimi vojnami so prešli na rimsko stran, čeprav jih je ardijejski vladar Demetrij Hvarski, tako pravi Apijan, poskušal odvrniti od tega.

### Frigijska

#### Brigi
Brigi (grško: starogrško Βρύγοι [Brígoi] ali starogrško Βρίγες [Bríges]), ilirsko ali tračansko pleme, za katerega antični viri navajajo, da so živeli na različnih področjih [Balkan]a. Na splošno prevladuje mnenje, da so bili sorodni s Frigijci, ki so v klasični antiki živeli v zahodni Anatoliji. Imeni Brigi in Frigijci/Frigi se obravnavata kot različici, nastali iz istega korena. Nekateri strokovnjaki, na primer Nicholas Hammond in Eugene N. Borza s sodelavci, na osnovi arheoloških najdb trdijo, da so bili Brigi/Frigijci pripadniki lužiške kulture, ki so se v pozni bronasti dobi preselili na Balkan.

### Keltska

#### Boji
Boji (latinsko: Boii, grško: starogrško Βόϊοι Bóioi), keltsko pleme, ki je, po starih virih, živelo na ozemlju Etruščanov v Emiliji v severni Italiji in se je po porazih v vojnah z Rimljani leta 205 pr. n. št.–191 pr. n. št. postopoma romaniziralo. Druga možna lokacija Bojev je bila severozahodna Panonija, kamor so prišli v prvi polovici 1. stoletja pr. n. št.. Raziskave kažejo, da so si njihov poselitveni prostor (začasno) prisvojili Noriki.

#### Arabijati
Arabijati, keltsko pleme, ki se je priselilo v ilirsko Panonijo.

#### Kornakati
Kornakati, keltsko pleme, ki se je priselilo v Panonijo.

#### Belgiti
Belgiti, keltsko pleme, ki se je priselilo v Panonijo.

#### Trikornenzi
Trikornenzi iz Trikorna, sedanjega Ritopeka, naselja v predmestju Beograda, so bili umetno ustvarjena romanizirana tračansko-keltska  skupnost, s katero so Rimljani zamenjali keltske Kelegere. Epigrafski viri dokazujejo, da so bili prebivalci Trikorna Kelti in Tračani. Po letu 6 so bili Trikornenzi ena od štirih skupnosti Gornje Mezije, katero so poleg njih tvorili Dardanci, Mezi in Pikenzi.  Paradni oklep iz leta 258, ki so ga odkrili v Ritopeku, je pripadal trikornskemu vojaku iz VII. legije Claudia.

#### Sereti
Sereti, keltsko pleme, ki se je priselil v ilirsko Panonijo. Možno je, da je prav njim pripadalo mesto Serota (morda sedanja Virovitica), ki ga omenja Plinij.

#### Serapili
Serapili, keltsko pleme, ki se je priselilo v ilirsko Gornjo Panonijo. Skupaj s Sereti so živeli na obeh bregovih Drave.

#### Herkunijati
Herkunijati, keltsko pleme, ki se je priselilo v ilirsko Panonijo.

#### Latobiki
Latobiki (grško: starogrško Λατόβικοι [Latóbikoi]), keltsko pleme, ki je v antiki naseljevalo slovensko Posavje. Latobike omenja že Ptolomej v svoji Geografiji Pleme je verjetno pripadalo tavriški zvezi keltskih plemen. Po nekaterih virih naj bi se na naše ozemlje doselilo s področja današnje Češke ali Nemškega sredogorja.

#### Skordiski
Skordiski (latinsko: Scordisci, grško: starogrško Σχορδισχοι [Skordiksoi]), keltsko pleme, ki se je v železni dobi naselilo na sotočju rek Save in Drave in ob Donavi. Zgodovinsko opazni so bili od začetka 3. stoletja pr. n. št. do konca ilirskega obdobja. Ko so bili na vrhuncu moči, je njihov vpliv segal vse do sodobne Avstrije, Hrvaške, Slovenije, Slovaške in Bosne in Hercegovine. Njihovo ime bi lahko bilo povezano s krajevnim imenom Scordus (Šar planina) na meji med Ilirijo in Peonijo. V zadnjem obdobju so Skordiski na svojem ozemlju ustanovili plemensko državo.   V 1. stoletju n. št. so Rimljani njihovo ozemlje razdelili med province Panonijo, Mezijo in Dakijo.

#### Dindari
Dindari (grško: starogrško Δινδάριοι [Dindárioi]), keltsko pleme, ki je spadalo med Skordiske. Prebivali so v dolini Neretve v sedanji Bosni in Hercegovini. Po rimski zmagi nad Skordiski so ustanovili mesto Dindariorum, katerega omenja tudi Plinij Starejši, ki je verjetno stalo na področju Skelanov v občini Srebrenica.

#### Kelegri
Kelegri, keltsko pleme, ki je skupaj z Dindarji tvorilo vejo Skordiskov. V Ilirijo so se priselili po galski invaziji na Balkan leta 279 pr. n. št. Naselili so se v Gornji Meziji, sedanji osrednji Srbiji. Plinij Starejši piše, da so bili naseljeni med Dardanci in Tribali. V 1. stoletju pr. n. št. so se pojavili v najbolj severozahodnem delu Trakije. Zamenjali so jih romanizirani tračansko-keltski Trikornenzi. Municipium Celegerorum je v sedanji Ivanjici v Srbiji.

#### Varcijani
Varcijani, keltsko pleme iz ilirske Panonije.

#### Poseni
Poseni, keltsko pleme, ki se je priselilo v ilirsko Panonijo. Bili so veja Japodov. 

#### Japodi
Japodi (latinsko: Japodes, grško: starogrško Ιαποδες [Iapodes] ali starogrško Ιαπυδες [Iapydes]), veliko, redko naseljeno, gospodarsko razvito ilirsko pleme, ki je bilo naseljeno v zaledju Liburnov v sedanji Hrvaški.

### Liburnska
Liburni (grško: starogrško Λιβυρνοί [Liburnioi]) antično ilirsko pleme, ki je bilo naseljeno v Liburniji, obalni regiji ob severovzhodnem Jadranu med rekama Arsia (Raša) in Titius (Krka) v sedanji Hrvaški. 
V zgodnjih zgodovinskih virih iz 8. stoletja pr. n. št. so Liburni omenjeni kot enotna etnična skupina, že v 6. stoletju pr. n. št. pa Hekataj Miletski piše, da k Liburnom spadajo tudi Kavliki, Mentori, Siopi in Hitmiti, ki so bilo verjetno bližnje plemenske skupnosti. V 3. stoletju pr. n. št. Kalimah omenja Mentore, Himane, Enhelejce in Pevcete kot plemena, ki so nekoč spadala k Liburnom. Kot ena od njihovih skupnosti so omenjeni tudi Ismeni.

### Japiška
Japigi (grško: starogrško Ἰάπυγες [Japiges], latinsko: Ĭāpyges), praindoevropsko ljudstvo po poreklu iz Ilirije, ki se je v obdobju med 2. in 1. tisočletjem pr. n. št. preselilo na področje sedanje italijanske regije Apulije. Njihovo natančno poreklo ni poznano,  verjetno pa so bili doseljenci iz Ilirije, natančneje s področja današnje Albanije. Govorili so mesapski jezik, katerega se na podlagi lastnih imen na nagrobnih spomenikih in zapisov antičnih zgodovinarjev prišteva k ilirskim jezikom. 
Po doselitvi v Apulijo so se pomešali z domačim prebivalstvom, tako da so sčasoma nastale tri različne etnične skupine, ki so jih Grki imenovali Dauni, Pevketi in Mesapi. Davni so bili naseljeni okoli sedanje Foggie, Pevketi okoli Barija in Mesapi okoli Salenta.

#### Dauni
Dauni, ano od treh ilirskih plemen, ki so v južni Italiji ustvarila japiško kulturo.

#### Mesapi
Mesapi (grško: starogrško Μεσσάπιοι [Messapioi], latinsko: Messapii), ilirsko ljudstvo, ki je bilo v antiki naseljeno v okolico Salenta v sedanji italijanski regiji Apuliji. Njihovo ozemlje je imelo v različnih zgodovinskih obdobjih različna imena: Kalabrija, Mesapija in Japigija. Njihova največja naselja so bila Uzentum (Ugento), Rudiae (Lecce), Brindisium (Brindisi) in Hyria (Oria). Govorili so mesapski jezik. Ukvarjali so se predvsem z oljarstvom, vinogradništvom in živinorejo. Najbolj znani so bili po svojih konjih.

#### Pevketi
Pevceti (grško: starogrško Πευκέτιοι [Peukétioi]) ali Pedikli, ilirsko pleme, ki je v antiki naseljevalo Apulijo na skrajnem jugovzhodu Apeninskega polotoka. Bili so eno od treh plemen, ki so tvorila japiško civilizacijo. Imeli so tri pomembna mesta: Canosa, Silvium in Bitonto. V 4. stoletju pr. n. št. so jih podjarmili  Rimljani.

### Venetska

#### Histri
Histri (grško: starogrško Ιστρών έθνος [Istrōn éthnos]), antično pleme, za katerega Strabon pravi, da živi v Istri, kateri je dal svoje ime. Histre nekateri viri razvrščajo med venetska ilirska plemena, ki se jezikovno razlikujejo od drugih Ilirov. Rimljani so Histre opisovali kot nasilne pirate. Proti njim so sprožili dva vojna pohoda in jih leta 177 pr. n. št. dokončno podjarmili. Njihovo ozemlje združili z venetskim in ga preimenovali v X. rimsko regijo Venetia et Histria. 

#### Karni
Karni (grško: starogrško Καρνίοι [Karníoi]), pleme, ki je bilo v klasični antiki naseljeno v vzhodnih Alpah na meji med Norikom in Benečijo. Običajno se jih prišteva med galska plemena, nekateri pa jih prištevajo k venetskim ljudstvom, ki so bila sorodna s Kelti, vendar so se od njih razlikovala. Njihovo ozemlje ni natančno določeno: Strabon ga omejuje samo na gorati del Benečije, medtem ko jim Ptolemej pripisuje tudi dve mesti ob jadranski obali. Eno od njih je bilo Akileja, sedanja Aquileia (Oglej). Po njih so dobile ime pokrajine Karnija (Carnia), Kranjska (Carniola) in Koroška (Carinthia).

#### Katari
Katari, pleme, ki je spadalo k venetskim ljudstvom.

#### Katali
Katali, pleme, ki je spadalo k venetskim ljudstvom.

#### Sekusi
Sekusi, venetsko pleme, ki je bilo naseljeno v Istri.

#### Lopsi
Lopsi, liburnsko pleme,  ki je bilo naseljeno ob vzhodni jadranski obali pred in med rimsko zasedbo, predvsem na področju Velebita. Pleme omenja Plinij Starejši v svojem Prirodoslovju (Naturalis Historia). Po njih se je imenovalo naselje Lopsica, sedanji Sveti Juraj na Hrvaškem.